# آفتابگردان
گل آفتابگردان یا آفتاب‌گردان (نام علمی: Helianthus annuus) نام یک گونه از سردهٔ آفتابگردان است. گل آفتابگردان گیاهی است یک‌ساله و تا حدود سه متر رشد می‌کند. گل آن درشت و به قطر ۳۵ سانتی‌متر است. در وسط گل آن دایره‌ای قهوه‌ای رنگ وجود دارد که تخم‌های آفتابگردان دورتادور آن را گرفته‌اند. این گیاه در بیشتر نقاط جهان می‌روید. از تخم آفتابگردان روغن آفتابگردان گرفته می‌شود که اشباع نشده و برای پخت‌وپز مناسب است و بهتر است برای سرخ کردن استفاده نشود.
بلندترین گل آفتابگردانی که تا به حال اندازه گرفته شده است ۹ متر و ۱۷ سانتی‌متر بوده است و کشاورزی به نام هانس پیتر شفر در آلمان آن را پرورش داده است.

## مصارف
آفتابگردان با ۷۰ گونه متفاوت که از دانه گل آفتاب‌گردان برای روغن‌کشی برای تهیه روغن آفتابگردان استفاده می‌شود.
می‌توان از تخمه آفتاب‌گردان به عنوان تغذیه استفاده کرد. تخمه آفتابگردان مصرف آجیلی دارد و همچنین از مغز تخمه آفتابگردان جهت تزیین روی نان‌ها و شیرینی‌ها استفاده می‌شود.
و یک گل زیبا در اندازه کوچک به نام گل ارنیکا وجود دارد که بسیار شبیه آفتابگردان است.
یکی از موارد مصرف گل آفتابگردان، به عنوان گیاه زینتی است.

## تصورات اشتباه

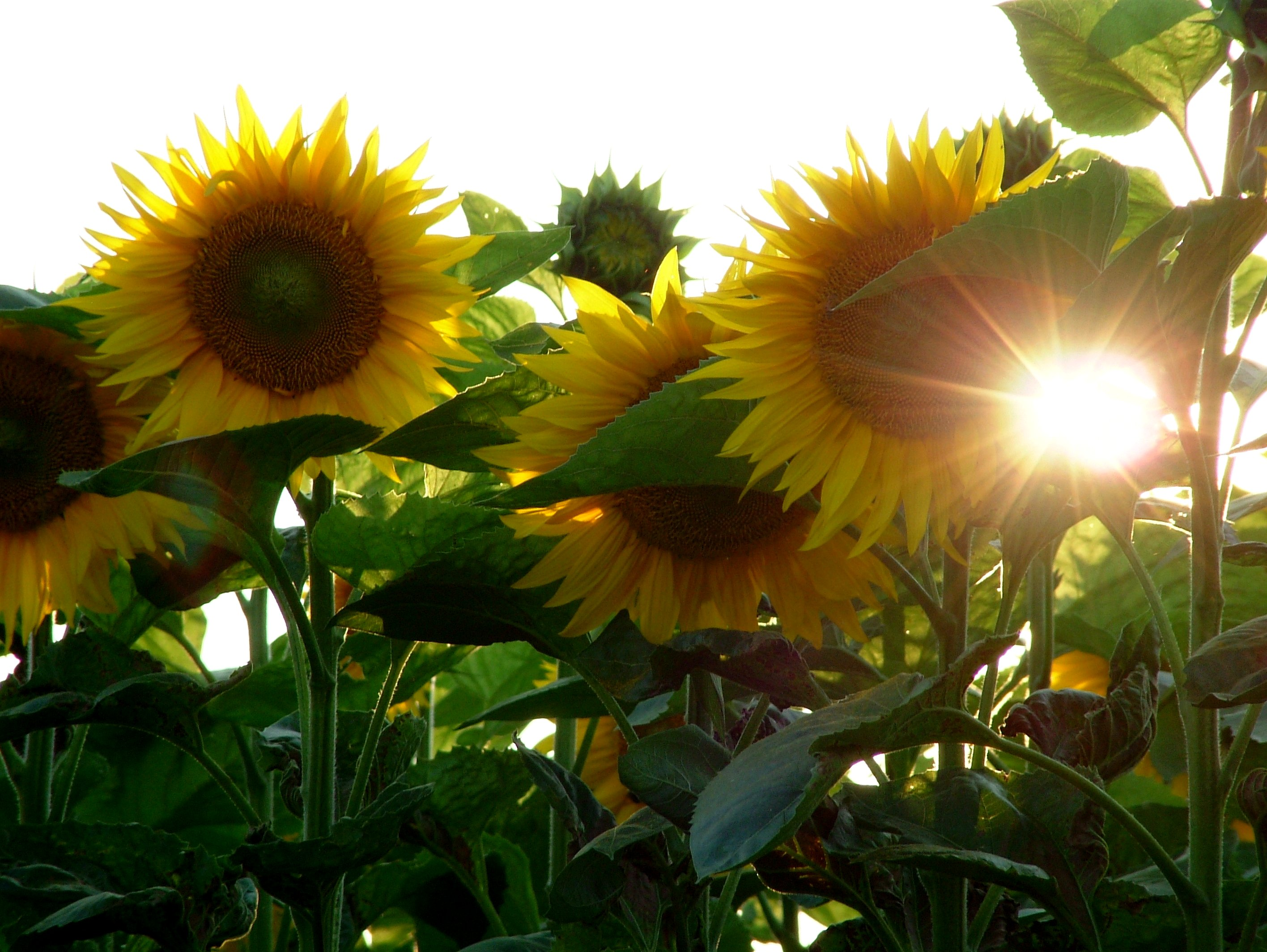
آفتابگردان‌ها و خورشید که به وضوح پشت سر آن‌ها قرار دارد.

- آفتابگردان‌های گل‌دار خورشید را در آسمان دنبال نمی‌کنند.[۳]
- سر این گیاه‌ها همه روز روبه یک جهت (معمولاً شرق) باقی می‌ماند.[۴]
- البته در یکی از مرحله‌های اولیه رشد آن‌ها غنچه‌ها آفتاب را دنبال می‌کنند و قرار گرفتن همهٔ آفتاب‌گردان‌ها در یک جهت در زمان رشد کامل به همین دلیل است.[۵]

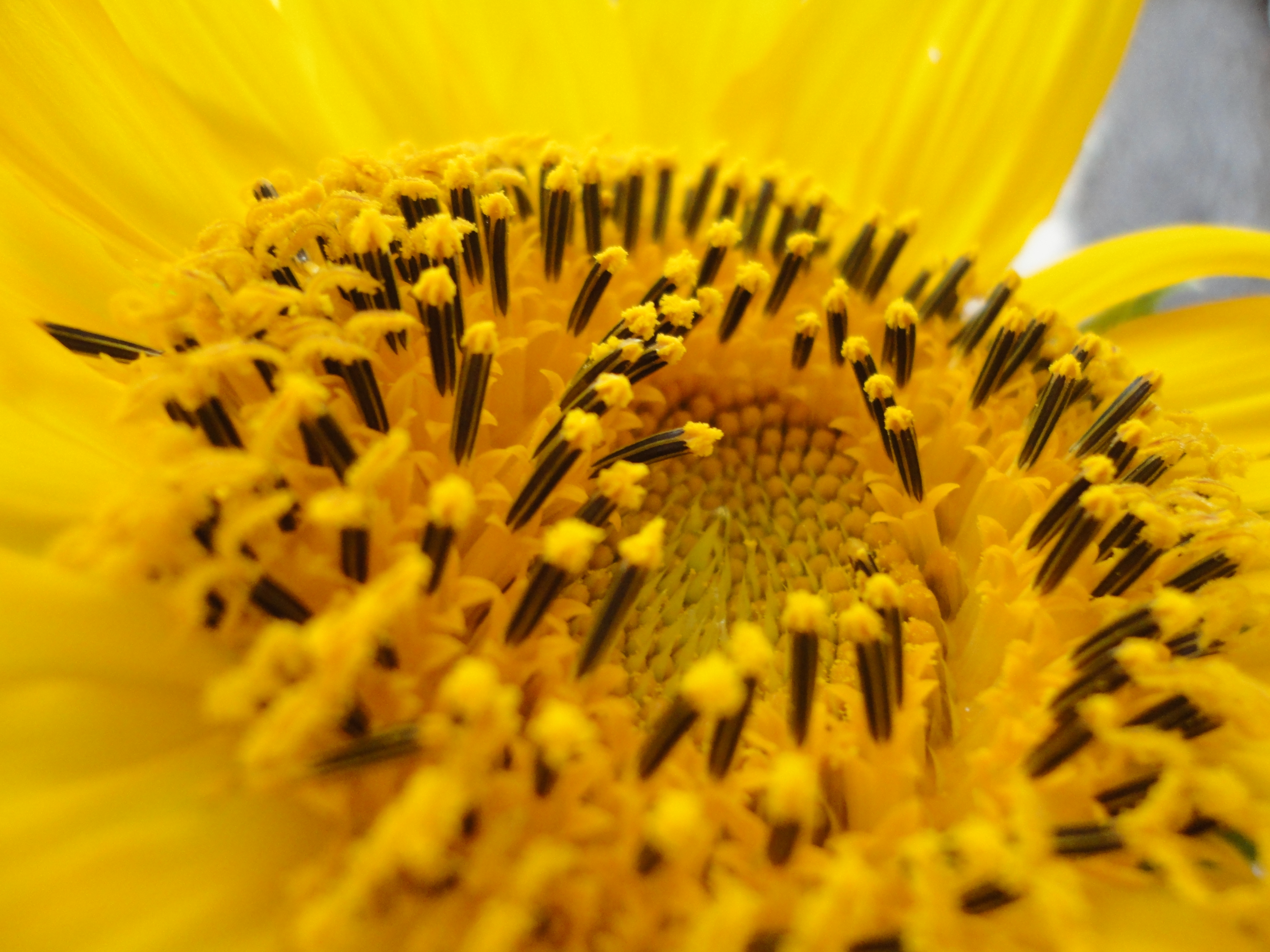
نمایی نزدیک از گل آفتابگردان در حال رشد

## در فرهنگ و هنر

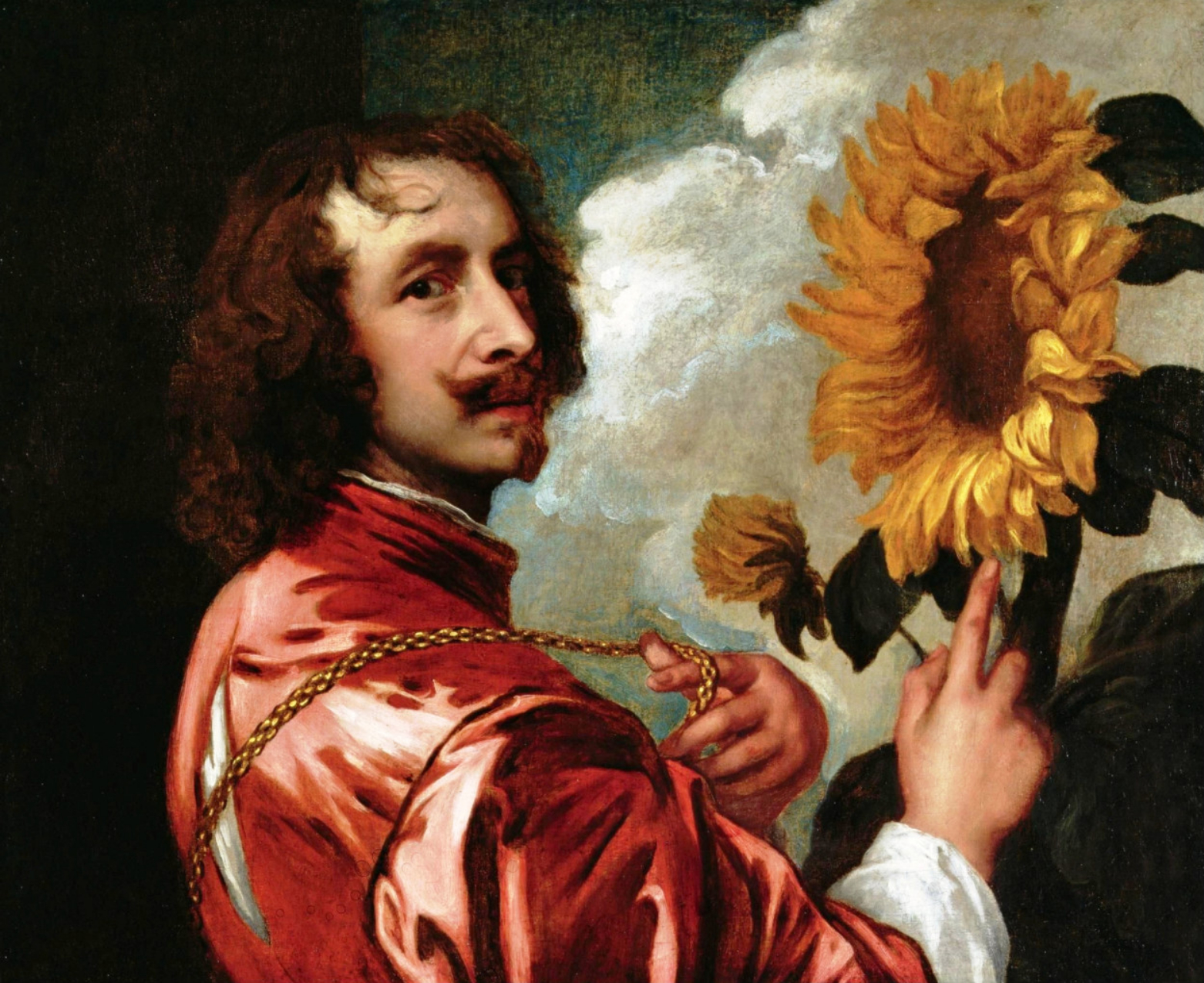
نقاشی خود نگاره آنتونی فان دیک و گل آفتابگردان اثر آنتونی فان دیک

### در ادبیات فارسی
در ادبیات فارسی از واژه آذریون که عربی شدهٔ کلمه پارسی میانه آذرگون است، برای نام بردن از این گل استفاده شده است.
ناصرخسرو می‌سراید:
| گر کسی گویدت «بس نیکو جوانی، شادباش!» |  | شادمان گردی و رخ همرنگ آذریون کنی |

امیر معزی می‌سراید:
| ز آب دیدهٔ خصم تو زعفران روید |  | کجا ز آذر تیغ تو روید آذریون |

ظهیر فاریابی می‌سراید:
| هوای طاعت توست آن نسیم جان پرور |  | که از میانه آذر بروید آذریون |

سنایی می‌سراید:
| که پنهان کرد جز ایزد به سنگ خاره در آتش |  | که رویاند همی جز وی ز خاک تیره آذریون |

رشید وطواط می‌سراید:
| همیشه تا که بود در فراق عاشق را |  | دلی چو آذر و رخساره ای چو آذریون |

ملک الشعرای بهار می‌سراید:
| گل آذریون رخشنده به شب بر سر شاخ |  | من درو حیران چون در شجر نار، کلیم |

سنایی می‌سراید:
| که پنهان کرد جز ایزد به سنگ خاره در آتش |  | که رویاند همی جز وی ز خاک تیره آذریون |

### در آثار ونسان ون گوگ
مهم‌ترین آثار هنری ونسان ون گوگ ۱۲ تابلو موسوم به گل‌های آفتابگردان هستند که از گل‌های آفتابگردان کشیده است. او به برادرش تئو نوشت: «خوب، (ژرژ) جیانین گل‌های صدتومانی می‌کشد و (ارنست) کوسِت به گل‌های ختمی در آثارش معروف است، من گل آفتابگردان را برای خودم انتخاب کردم». ون گوگ در همان نامه به برادرش می‌نویسد اگر بتواند یکی از آنها را به قیمت ۵۰۰ فرانک فرانسه (۶۶ پوند امروز) بفروشد، راضی خواهد بود. درحالی‌که امروز هر یک از تابلوها چندین میلیون دلار قیمت دارند.